# 蔡仲賢
蔡仲賢（Choi Chung Yin，1977年1月21日—），生於香港，香港足球運動員，司職後衛，現時效力香港甲組聯賽球隊高力北區球員兼任主教練。

## 球員生涯
蔡仲賢生於香港，出身於流浪青年軍，於1995/96球季被流浪註冊為甲組球員，但未曾有上陣機會，到1996/97球季，球會以年青球員為骨幹，而蔡仲賢於聯賽對愉園職業生涯首次於亮相。
在青年軍3年後，他知道自己能力有限，而當年同位置更有香港隊成員丘建威和岑國培等，結果他在1997年到英國讀書並且參與業餘聯賽。
直到大學畢業後繼續留在當地工作，更協助英國伯明翰的業餘地區球隊奪得當地的足總盃冠軍。結果他在2000年被球探發掘，給予他伯明翰和華素爾和錫週三等職業球會選擇，最終蔡仲賢選擇到英甲球會華素爾試腳，跟操1個月後更獲對方開出1年合約，可是當時申請工作證的條件是國家或地區世界排名在70至80以內，球員還要在過往兩年參與國際賽。事後，他就獲推薦參與英國頂級的半職業聯賽。
隨著年紀漸長，他於2009年回港工作，同時在空餘時間參與業餘的甲組聯賽。到2017年8月加盟甲組球會南華。

## 教練生涯
早於2016/17下半季，蔡仲賢加入丙組聯賽球會高力北區的教練團。

## 外部連結
- 香港足球總會網頁球員註冊資料 （页面存档备份，存于）